# Микуш, Томаш
Томаш Микуш (словац. Tomáš Mikuš; 1 июля 1993, Скалица, Словакия) — профессиональный словацкий хоккеист, центральный и правый нападающий. В настоящее время является игроком клуба «Злин», выступающего в чешской экстралиге.

## Карьера
Воспитанник хоккейной школы: «ХК 36». Там же и начал свою профессиональную карьеру.
С 2008 года, стал стабильно выступать в молодёжной команде «ХК 36», в которой проиграл до 2011 года. В сезоне 2010/2011, Словацкой лиги, дебютировал в основном составе. В регулярном сезоне провёл 8 матчей, в которых набрал 6 очков, по системе гол+пас (2+4), а также провёл 5 матчей в плей-офф. Помимо этого, за вышеуказанный период, впервые был приглашён под флаг национальной, юниорской сборной Словакии на Чемпионат мира, проходивший в Германии с 14 по 24 апреля 2011 года в городах Криммичау и Дрездене. В сборной выполнял роль ассистента капитана команды.
В 2011 году, попал на Драфт юниоров КХЛ 2011 и был выбран во втором раунде, под 37 номером московским «Спартаком».

## Интересные факты
- Томаш, родной, младший брат, Юрая Микуша, также хоккеиста.